# Castellanos (Uruguay)
Castellanos ist eine Ortschaft in Uruguay.

## Geographie
Sie befindet sich auf dem Gebiet des Departamento Canelones in dessen Sektor 12. Sie liegt jeweils einige Kilometer südlich von San Ramón und nördlich von San Bautista.

## Infrastruktur
Castellanos liegt an der Eisenbahnstrecke Toledo–Rio Branco. Am westlichen Ortsrand kreuzen die Ruta 6 und die Ruta 65.

## Einwohner
Die Einwohnerzahl von Castellanos beträgt 520. (Stand: 2011)
| Jahr | Einwohner |
| ---- | --------- |
| 1963 | 300       |
| 1975 | 418       |
| 1985 | 447       |
| 1996 | 509       |
| 2004 | 579       |
| 2011 | 520       |

Quelle: